# Arvin Kananian
Arvin Kananian, född 7 mars 1988 i Engelbrekts församling i Stockholm, är en svensk skådespelare, filmregissör och manusförfattare.
Kananian har iranskt påbrå och växte upp såväl i Stockholm som i Yokohama, Japan. Under sina juridikstudier i Storbritannien fastnade han för skådespeleriet och arbetar som skådespelare och filmskapare.
År 2018 blev han av Stockholms internationella filmfestival nominerad till Stockholm Rising Star för sin roll som kapten Chefone i filmen Aniara. År 2022 hade han en av huvudrollerna i julkalendern Kronprinsen som försvann där han spelade narren Amir, vän till kronprinsen.

## Filmografi i urval
- 2011 – Stockholm: City of Love (kortfilm)
- 2013 – Two Brothers (kortfilm)
- 2015 – Beck – Rum 302
- 2016–2018 – Springfloden (TV-serie)
- 2017 – Gåsmamman (TV-serie)
- 2017 – Måste Gitt
- 2018 – Aniara
- 2018 – Den blomstertid nu kommer
- 2019 – Fartblinda (TV-serie)
- 2019 – Vår tid är nu (TV-serie)
- 2020 – Playa del Sol (TV-serie)
- 2020 – Kalifat (TV-serie)
- 2020 – Cryptid (TV-serie)
- 2020 – Sommaren med släkten (TV-serie)
- 2020 – Top Dog (TV-serie)
- 2022 – Triangle of Sadness
- 2022 – Magisterlekarna
- 2022 – Kronprinsen som försvann (TV-serie)
- 2023 – En dag kommer allt det här bli ditt
- 2023 – Motståndaren
- 2023 – Hålla samman (TV-serie)
- 2024 – Jönssonligan kommer tillbaka
- 2025 – Färjan (TV-serie)